# Saint-Mard (Meurthe-et-Moselle)
Saint-Mard település Franciaországban, Meurthe-et-Moselle megyében. Lakosainak száma 102 fő (2022. január 1.). Saint-Mard Crévéchamps, Domptail-en-l’Air, Haussonville, Lorey, Neuviller-sur-Moselle és Saint-Remimont községekkel határos.

## Népesség
A település népessége az elmúlt években az alábbi módon változott:
| Lakosok száma | 70   | 50   | 57   | 85   | 95   | 89   | 87   | 95   | 99   | 102  |
|               | 1968 | 1982 | 1990 | 2006 | 2013 | 2015 | 2017 | 2019 | 2020 | 2022 |